# ملکوف
شهر ملکوف (به فرانسوی: ملکوف) در شهرستان او-دو-سن در ناحیه ایل-دو-فرانس با جمعیت ۳۰٬۵۰۹ نفر در کشور فرانسه واقع شده‌است